# 萬柴區
萬柴區（西班牙語：Distrito de Huanchay），是秘魯的一個區，位於該國北部安卡什大區的瓦拉斯省，始建於1933年10月6日，面積209.34平方公里，海拔高度2,591米，2005年人口3,144，人口密度為每平方公里15人。